# Digitale geletterdheid
Digitale geletterdheid (DG) of zoals het eerder genoemd werd Nieuwe geletterdheid. Een veel gebruikte definitie (New literacies) is afkomstig van Leu e.a.(2004):
Nieuwe geletterdheid omvat de vaardigheden, strategieën en disposities die nodig zijn om zich succesvol aan te passen aan de snel veranderende informatie- en communicatie technologieën en contexten die voortdurend ontstaan en die van invloed zijn op beroepsleven en privé. Deze nieuwe geletterdheid stelt ons in staat om internet en andere ICT toepassingen te gebruiken, belangrijke vragen te kunnen stellen, informatie te vinden, de waarde van de informatie kritisch te beoordelen, de gevonden informatie samen te brengen zodat de vragen beantwoord kunnen worden en daarna het resultaat met anderen te kunnen communiceren.
Er wordt ook wel gesproken van mediawijsheid.

## Twee accenten
Binnen het gebied van nieuwe geletterdheid worden twee verschillende accenten gelegd. De eerste legt de nadruk op cognitietheorie en taal verwerkingstheorie. Voorstanders hiervan halen hun gegevens vooral uit de cognitieve psychologie, psycholinguïstiek, metacognitie en constructivisme. Ze beklemtonen dat er nieuwe vaardigheden nodig zijn, dat nieuwe geletterdheid voortdurend verandert, vele vormen kent en multimodaal is.

De tweede richt zich meer op sociale praktijken. Internet stelt ons in staat inhoud op een nieuwe manier samen te stellen, erover te communiceren en te onderhandelen. Daarbij zien ze het samenwerken aan inhouden, het samen verspreiden als een aspect van een nieuwe cultuur (Coiro e.a., 2008), evenals het feit dat digitale technologieën dominante factoren zijn voor nieuwe geletterdheid.
 Tussen de twee opvattingen bestaat een ruime overlapping.

## Onderzoek
LezenEen van de vragen is: in hoeverre verschilt lezen vanaf een beeldscherm van het lezen van papier?

Goed lezen van papier hangt niet altijd samen met goed lezen op een beeldscherm (en omgekeerd). Voor lezers die op papier slechte prestaties leveren, liggen er mogelijkheden om dat met het beeldscherm te compenseren (Coiro, 2007).
Een andere onderzoeksvraag is: zijn er op de sekse gerichte verschillen?
Jongens lijken meer vanaf een beeldscherm te lezen dan meisjes. Jongens lezen actiegericht; het werken met hypertext beantwoordt daaraan. Meisjes volgen liever een verhaallijn en springen minder snel tussen teksten, plaatjes en films heen en weer (Blair, 2003).
Veel vrouwelijke leerkrachten vinden het leesgedrag van jongens niet correct en proberen hen aan te leren een verhaallijn te volgen. Het is op dit moment nog niet duidelijk wat de effecten van deze aanpak op jongens zijn. Tot nu is de conclusie dat er meer aandacht aan op de sekse gerichte aspecten van lezen geschonken moet worden  (Blair, 2003; Hoff Sommers, 2000).
ZoekenJongens en meisjes vertonen verschillen in zoekgedrag op internet. Meisjes gebruiken vaker zoektermen en kijken langer naar een webpagina. Jongens springen vaker heen en weer tussen pagina’s die ze gevonden hebben en klikken meer op links dan meisjes. Ook browsen ze meer dan meisjes (Large, 2002).
Werken met digitale prentenboekenKinderen leren veel meer woorden als ze tegelijkertijd ook videobeelden zien of plaatjes erbij. Woorden moeten wel worden herhaald (Verhallen, 2009).

## Lesmateriaal
Nederland kent Wikiwijs en Schoolblocks als bronnenbank voor lessen. In België is dat Klascement.

### Wikiwijs
- Lesmateriaal_digitale_geletterdheid (Link030)

### Klascement
- Klascement digitale geletterdheid

### Schoolblocks
- Digitale geletterdheid lesmethode

## Gebruik in de klas
Het werken met nieuwe geletterdheid is vaak nog een zaak van pioniers (Kist, 2007). Zij beginnen als eerste de mogelijkheden te ontdekken van digitale camera, digitaal schoolbord, weblog, wiki, twitter, skype, podcasting, sociale netwerken, virtuele leeromgevingen, digitale woordenboeken, gaming en andere toepassingen. In 2025 komt daar de AI bij.

## Werkgroepen
Omdat het nog een betrekkelijk nieuw vakgebied is, dat echter ook verweven zit in andere vakken, zijn veel onderwijsgevenden nog zoekende. Er zijn verschillende werkgroepen.

### SLO
- SLO, DG conceptdoelen
- SLO actualisatiekerndoelen DG
- Kerndoelenboekje conceptkerndoelen burgerschap en digitale geletterdheid

### Kennisnet
- Kennisnet: werken aan digitale geletterdheid van visie naar praktijk
- Kennisnet: Digitale geletterdheid: een korte bijscholing of projectweek volstaat niet meer

### Vlaanderen
- Onderwijs Vlaanderen Geletterdheid
- Onderwijs Vlaanderen Digitale Geletterdheid (DG)
- Digitale geletterdheid, vaardigheden en inclusie, een studie van de Vlaamse regering.

### Overige
- Onderwijskennis DG
- Expertisepunt digitale geletterdheid
- De nieuwe geletterdheid.
- Europees project waarin nieuwe geletterdheid is geïntegreerd
- Digitale prentenboeken
- Onderzoeksprojekt